# Hôn nhân theo luật chung
Hôn nhân theo luật chung, còn được gọi là hôn nhân sui iuris, hôn nhân không chính thức, hôn nhân theo thói quen và danh tiếng, hoặc hôn nhân trên thực tế, là một khung pháp lý trong một số khu vực pháp lý hạn chế mà một cặp vợ chồng được coi là kết hôn hợp pháp, mà không có cặp vợ chồng đó đã chính thức đăng ký quan hệ của họ như một cuộc hôn nhân dân sự hoặc tôn giáo.
Khái niệm ban đầu về "hôn nhân theo luật chung" là một cuộc hôn nhân được cả hai bạn đời coi là hợp lệ, nhưng chưa được ghi lại chính thức với cơ quan đăng ký nhà nước hoặc tôn giáo, hoặc được cử hành trong một dịch vụ tôn giáo chính thức. Trên thực tế, hành động của cặp vợ chồng tự đại diện cho người khác là kết hôn và tổ chức mối quan hệ của họ như thể họ đã kết hôn, đóng vai trò là bằng chứng cho thấy họ đã kết hôn.
Thuật ngữ hôn nhân theo luật chung có sử dụng rộng rãi không chính thức, thường để biểu thị các mối quan hệ không được pháp luật công nhận là hôn nhân theo luật chung. Thuật ngữ hôn nhân theo luật chung thường được sử dụng thông tục hoặc bởi các phương tiện truyền thông để chỉ các cặp vợ chồng sống chung, bất kể các quyền hợp pháp nào mà các cặp vợ chồng này có thể có hoặc không có, có thể gây nhầm lẫn công khai cả về thuật ngữ và liên quan đến  quyền hợp pháp của các cặp đôi chưa kết hôn.